# Microlipus lethierryi
Microlipus lethierryi é uma espécie de insetos coleópteros polífagos pertencente à família Malachiidae.
A autoridade científica da espécie é Peyron, tendo sido descrita no ano de 1877.
Trata-se de uma espécie presente no território português.